# 모터싸이클의 기사들
《모터싸이클의 기사들》(영어: Knightriders)은 미국에서 제작된 조지 A. 로메로 감독의 1981년 액션 드라마 영화이다. 에드 해리스 등이 출연하였고, 리처드 P. 루빈스틴 등이 제작에 참여하였다.

## 줄거리
빌리 "킹 윌리엄"은 아서왕 시절 이상을 따르는 유랑 집단을 이끌고 있다. 이들은 중세 축제에서 모터사이클을 타고 마상창시합을 해서 돈을 번다. 일정 강행으로 빌리의 부상이 악화되는 가운데 일부 단원이 한 기획자의 꼬임에 넘어가 집단을 떠나고, 그와 반목하는 라이벌 모건은 왕좌를 노리며 결투를 신청한다.

## 출연
- 에드 해리스
- 존 앰플러스
- 게리 라티
- 톰 서비니
- 에이미 잉거솔
- 퍼트리샤 톨먼
- 켄 포리
- 마틴 페레로
- 워너 슉
- 신시아 애들러
- 크리스틴 포러스트
- 스티븐 킹